# Sonia Vachon
Pour les articles homonymes, voir Vachon.
Sonia Vachon est une actrice et animatrice québécoise née le 14 mars 1966 à Magog (Québec).

## Biographie
Sonia Vachon est diplômée du Conservatoire d'art dramatique de Montréal, promotion 1989. Le 20 janvier 2017, elle annonce le décès de son père. 

## Filmographie

### Cinéma
- 1994 : Noce de marbre de Jean-Sébastien Lord : la veuve (court-métrage)
- 1996 : Karmina de Gabriel Pelletier : Candidate à Mario
- 1998 : C't'à ton tour, Laura Cadieux de Denise Filiatrault : Alice Thibodeau
- 1999 : Laura Cadieux... la suite de Denise Filiatrault : Alice Thibodeau
- 2000 : Le Petit Ciel de Jean-Sébastien Lord : Gisèle
- 2001 : Nuit de noces de Émile Gaudreault : Michèle
- 2004 : Comment conquérir l'Amérique en une nuit de Dany Laferrière : Andrée
- 2009 : 5150, rue des Ormes de Éric Tessier : Maude Gauthier
- 2011 : Le Sens de l'humour de Émile Gaudreault : Manon
- 2013 : Il était une fois les Boys de Richard Goudreau : Lison Rivest
- 2014 : Le Vrai du faux de Émile Gaudreault : Mme Turcotte
- 2015 : Sens dessus dessous de Pete Docter et Ronnie del Carmen : Tristesse (animation, voix québécoise)
- 2016 : Embrasse-moi comme tu m'aimes de André Forcier : Mme Chicoine
- 2017 : De père en flic 2 de Émile Gaudreault : Suzanne
- 2019 : Menteur : Martine
- 2023 : Le Purgatoire des intimes de Phillipe Cormier

### Télévision
- 1990 - 1993 : Cormoran : La Madelaine
- 1994 : À nous deux! : Christiane Dandurand
- 1996 : Taxi : la chauffeuse
- 1996 - 2010 : Virginie : Pénélope Belhumeur
- 1997 : Cher Olivier : Manda Parent (mini-série)
- 1997 - 1999 : Lapoisse et Jobard : Mme Lépine
- 1998 : L'Obsession : Manon
- 1998 : La Petite Vie : la psychologue de Caro (1 épisode)
- 1998 - 2006 : KM/H : Sylvie Côté
- 1998 : Rouli-Roulotte : Houdinette
- 1999 - 2000 : Le bonheur est dans la télé : Natacha
- 2001 : Cauchemar d'amour : Linda
- 2003 - 2007 : Le Petit Monde de Laura Cadieux : Alice Thibodeau
- 2006 : Allô Pierre-L'Eau : Marie-Mer
- 2007 - 2014 : Destinées : Solange Germain
- 2008 : Ste-Madeleine P.Q. : Nicole
- 2012 : Pare-chocs à pare-chocs : Denise (série web)
- 2013 : Les Cougars : Estelle (série web)
- 2014 - 2016 : Complexe G : Nathalie
- 2014 : L'Entraîneur : elle-même (série web)
- depuis 2016 : Les Pays d'en haut : Victorine « la Lionne » Lirette-Ruisselet
- depuis 2023 : L'Île des défis extrêmes (2023) : Emma

### Podcast
- 2022 : Rince-Crème : Marc-André Fleury
- 2023 : Ouvre ton jeu avec Marie-Claude Barette

## Théâtre
- 1989 : 101 visages, 1 parole, de André Montmorency : rôles multiples (Complexe Desjardins)
- 1990 : Gildor Roy et les Bee Bop Babes, de Gildor Roy : une choriste (Théâtre La Licorne)
- 1990 - 1994 : Parminou : rôles multiples (Théâtre Parminou)
- 1993 : Les belles-sœurs, de Denise Filiatrault : Linda Lauzon
- 1993 - 1994 : Un dernier coup de balai, de Denise Filiatrault : Maria Makarenka
- 1994 : La famille Toucourt en solo ce soir, de André Montmorency : Jocelyne Toucourt
- 1994 : Hommage à M. Tremblay, de André Montmorency : Germaine Lauzon / Betty Birds (Monument-National / Palais des congrès de Montréal)
- 1995 : Appelez-moi Stéphane, de Fernand Rainville : Louison (Théâtre des Cascades)
- 1996 : Rhinocéros, de René Richard Cyr : la ménagère
- 1996 : Une petite musique de nuit, de Fernand Rainville : Petra (Conservatoire d'art dramatique de Montréal)
- 1996 : Une entreprise amoureuse, de René Richard Cyr : Patricia (Théâtre des Hirondelles)
- 1998 : Le libertin, de Denise Filiatrault : Antoinette Diderot (Théâtre Saint-Denis)
- 2001 - 2002 : Les voisins, de Denis Bouchard : Luce
- 2005 - 2006 : Mars et Vénus, de Josée Fortier : Vénus
- 2012 - 2013 : Belles-Sœurs, de René Richard Cyr : Rose Ouimet (Centre du Théâtre d'Aujourd'hui)
- 2014 : La grande sortie, de Jonathan Racine : Line (Le Petit Théâtre du Nord)

Prochainement
- 2018 : Impromptu, de Stéphan Allard : la duchesse Claudette-D'Antan (Théâtre du Rideau vert)

## Animation
- 1997 : Cadillac Rose avec Normand Brathwaite : chroniqueuse
- 2000 - 2004 : Deux filles le matin (TVA) : chroniqueuse
- 2007 - 2010 : Les matins de Montréal (Rythme FM) : chroniqueuse

## Distinctions

### Récompenses
- 1997 : Prix Gémeaux, catégorie Meilleure rôle de soutien féminin: toute catégorie, pour Cher Olivier
- 1999 : Prix du public de la Ligue nationale d'improvisation

### Nominations
- 1998 : Prix Gémeaux, catégorie Meilleur rôle de soutien féminin: toute catégorie, pour L'Obsession
- 1999 : Gala Québec Cinéma, catégorie Meilleure actrice dans un rôle de soutien, pour C't'à ton tour, Laura Cadieux
- 2000 : Prix Gémeaux, catégorie Meilleur rôle de soutien féminin: téléroman, humour et jeunesse, pour Km/H
- 2007 : Prix Gémeaux, catégorie Meilleur rôle de soutien: jeunesse, pour Allô Pierre-L'Eau
- 2012 : Gala Québec Cinéma, catégorie Meilleure actrice dans un rôle de soutien, pour Le Sens de l'humour
- 2012 : Prix Artis, catégorie Rôle féminin: Téléromans
- 2015 : Prix Artis, catégorie Rôle féminin: Comédies, pour Complexe G